# Jennifer Vel
Jennifer Vel là một thành viên của Quốc hội Seychelles. Một nhà kinh tế chuyên nghiệp, cô là thành viên của Mặt trận Tiến bộ Nhân dân Seychelles, và lần đầu tiên được bầu vào Hội đồng vào năm 2007.